# Светски дан учитеља
Светски дан учитеља  (просветних радника) се одржава у целом свету сваке године на дан 5. октобра. Дан просветних радника у Србији се обележава 8. новембра. Одржава се од 1994. године. Циљ овог дана је да се пружи подршка просветним радницима као и да се осигура да потребе будућих генерација наставе да буду испуњене од стране учитеља.

## Историја
Светски дан учитеља обележава се 5. октобра. Прогласиле су га Уједињене нације са циљем да се истакне улога учитеља у образовању и развоју деце и нагласе принципи и препоруке о положају учитеља и наставника.
Светски дан учитеља установила је организација УНЕСКО 1994. године. Ова организација Уједињених нација за образовање, науку и културу је специјална организација Уједињених нација основана 1946. године. Њена улога је у доприносу сарадње међу нацијама кроз образовање, науку и културу. Године 1966. су на специјалној конференцији усвојене препоруке о статусу учитеља. Пети октобар посвећен је суштинској улози учитеља у пружању релевантног и одговарајућег знања деци, младим људима и одраслима.  Циљ овог дана је пружање подршке просветним радницима, као и да учитељи пружају адекватно знање и образовање будућим генерацијама. 
У многим земљама постоји озбиљан недостатак просветних радника. Говори се о два милиона нових радних места и још 18 милиона учитеља ће бити потребно да би се постигло адекватно основно образовање.

## Теме
- 2011. Наставници за родну равноправност[4]
- 2012. Заузмите став за наставнике[5]
- 2013. Позив за наставнике[6]
- 2014. Изазови наставника у земљама Сахаре[7]
- 2015. Оснаживање наставника: изградња одрживих друштава[8]
- 2016. Вредност учитеља и побољшање њиховог статуса[9]
- 2017. Учење у слободи, оснаживање учитеља[10]
- 2018. Право на образовање значи право на квалификованог учитеља[11]
- 2019. Млади учитељи, будућност професије[11]